# Tectoporus beroni
Tectoporus beroni är en mångfotingart som beskrevs av Sergei I. Golovatch 1996. Tectoporus beroni ingår i släktet Tectoporus och familjen orangeridubbelfotingar. Inga underarter finns listade i Catalogue of Life.